# Diamond Head
Diamond Head (Diamantová hlava) je vyhaslá sopka na ostrově Oahu. Tento tufový prstenec tvoří charakteristickou dominantu havajského hlavního města Honolulu. Nejvyšší vrcholek dosahuje 232 metrů nad mořem, průměr kráteru je 1,2 km.

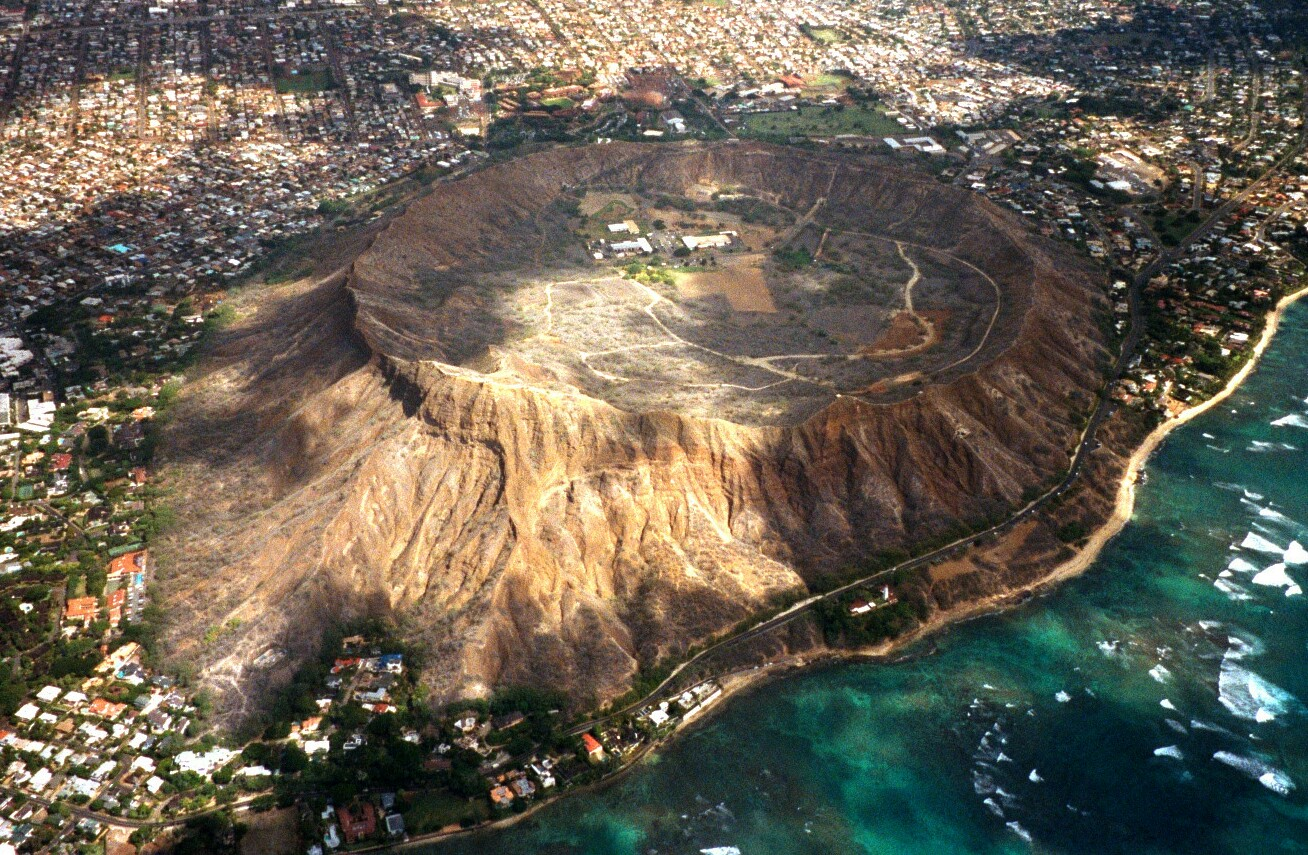
Diamond Head ze vzduchu

Je součástí řetězu sopek, zvaného Honolulu Volcanic Series, jehož mateřským vulkánem byl Koʻolau. Období aktivity Diamond Head bylo krátké: sopka vznikla před 200 000 lety a vyhasla před 150 000 lety.
Původní havajský název kužele zní Lēʻahi, což znamená „hřbet tuňáka“, podle jeho tvaru z bočního pohledu. Jméno Diamantová hlava pochází od anglických námořníků v 19. století, kteří nalezli na jejích svazích třpytivé kalcity a považovali je za diamanty.
Díky blízkosti turisty vyhledávané městské části Waikiki a vyhlídce na velkou část ostrova je Diamantová hlava častým cílem výletů. Do kráteru se dá projet silničním tunelem, na vrchol sopky vede betonové schodiště, jehož účelem je chránit tufové stěny před poškozením. Nachází se zde maják, v minulosti sopku využívala armáda jako pevnost Fort Ruger. Kráter byl roku 1968 vyhlášen chráněným územím, zdejší vegetaci tvoří převážně naditec.